# Bärwalder See
De Bärwalder See (Sorbisch: Bjerwałdski jězor) is een groot kunstmatig recreatiemeer in de Duitse deelstaat Saksen (Landkreis Görlitz).
Het meer ligt tussen de plaatsen Boxberg, Klitten en Uhyst en dankt zijn naam aan Bärwalde (Boxberg). Het vullen van het meer begon op 13 november 1997 en werd in april 2008 afgerond.

## Bruinkool
Het meer is ontstaan uit de dagbouw Bärwalder als project van LMBV. In 1972 begon de ontginning van bruinkool. Deze werd gebruikt door de naastgelegen elektriciteitscentrale Boxberg. De wüstung Jasua is nu jachthaven Bärwalder See geworden, verder verdwenen Merzdorf (1967) en Schöpsdorf (1978) ten gunste van de dagbouw.
Dagbouw Bärwalder lag in het gebied dat bekendstaat als de "Zwarte Driehoek" of specifieker Lausitzer Braunkohlerevier.